# Bröstsim & gubbsjuka
Bröstsim & gubbsjuka är en svensk buskis-fars från 1999 med Stefan & Krister. Komedin hade premiär den 3 juli 1999 på Vallarnas friluftsteater i Falkenberg och regisserades av Örjan Herlitz, utgiven på både video och DVD (efter filminspelning på Lisebergsteatern, den 27 oktober 1999). Bröstsim & gubbsjuka är en bearbetning av den tyska farsen Der kühne Schwimmer av Franz Arnold och Ernst Bach.

## Handling
En sommar i slutet av 1940-talet har den rike och gubbsjuke grosshandlaren Thor Modin lyckats lura i den unga Kickan att de ska gifta sig, efter en livräddning vid Skrea strand som inte visar sig ha förlöpt enligt Thors version. Han är nämligen inte simkunnig, och det är bara en tidsfråga innan Thors alkoholiserade vän Åke råkar avslöja hemligheten för den blivande bruden och hennes mor. På Modins gård där bröllopsfesten är tänkt att äga rum bor även Thors vuxna dotter Tutta, hembiträdet Dagmar och den kyskhetsfulla pigan Rakel. Kickans tidigare fästman, den unge och förtvivlade Jöns-Olle, ger inte upp och till slut får samtliga inblandade personer någon att stadga sig med.

## Rollista
| Krister Claesson   | – Grosshandlare Thor "Tosse-Ponken" Modin         |
| Stefan Gerhardsson | – Byggmästare Åke Söderbladh                      |
| Mi Ridell          | – Fröken Tutta Modin, Thors dotter                |
| Jojje Jönsson      | – Byråsekreterare Hugo Planertz                   |
| Siw Carlsson       | – Dagmar Eriksson, äldre hembiträde               |
| Lena B. Nilsson    | – Anne-Marie Karlsson, Kickans moder              |
| Anna Carlsson      | – Kickan Karlsson, Anne-Maries dotter             |
| Annika Andersson   | – Rakel Träff, yngre hembiträde                   |
| Fredrik Willstrand | – Jöns-Olle Jonsson, ingenjörslärling vid Hermods |
| Mikael Grahn       | – Karl-Alfred Andersson, sjöman från Skrea        |